# Tony Awards 1983
Die Verleihung der 37. Tony Awards 1983 (37th Annual Tony Awards) fand am 5. Juni 1983 im Gershwin Theatre in New York City statt. Moderatoren der Veranstaltung waren Richard Burton, Lena Horne und Jack Lemmon, als Laudatoren fungierten George Abbott, Diahann Carroll, David Cassidy, James Coco, Cleavant Derricks, Colleen Dewhurst, Sergio Franchi, Bonnie Franklin, Peter Michael Goetz, Mark Hamill, Cheryl Hartley, Florence Lacey, Frank Langella, Court Miller, Liliane Montevecchi, Jerry Orbach, Jay Patterson, John Rubinstein und Pamela Sousa.  Ausgezeichnet wurden Theaterstücke und Musicals der Saison 1982/83, die am Broadway ihre Erstaufführung hatten. Die Preisverleihung wurde von Columbia Broadcasting System im Fernsehen übertragen. Am Ende der Zeremonie wurde das Uris Theatre in Gershwin Theatre umbenannt.

## Hintergrund
Die Antoinette Perry Awards for Excellence in Theatre, oder besser bekannt als Tony Awards, werden seit 1947 jährlich in zahlreichen Kategorien für herausragende Leistungen bei Broadway-Produktionen und -Aufführungen der letzten Theatersaison vergeben. Zusätzlich werden verschiedene Sonderpreise, z. B. der Regional Theatre Tony Award, verliehen. Benannt ist die Auszeichnung nach Antoinette Perry. Sie war 1940 Mitbegründerin des wiederbelebten und überarbeiteten American Theatre Wing (ATW). Die Preise wurden nach ihrem Tod im Jahr 1946 vom ATW zu ihrem Gedenken gestiftet und werden bei einer jährlichen Zeremonie in New York City überreicht.

## Gewinner und Nominierte

### Theaterstücke
| Kategorie                            | Preisträger       | Theaterstück                             | Nominierungen |
| Bestes Theaterstück                  | Harvey Fierstein  | Torch Song Trilogy                       | - Angels Fall – Lanford Wilson - ’night, Mother – Marsha Norman - Plenty – David Hare                                                                                          |
| Bester Hauptdarsteller Theaterstück  | Harvey Fierstein  | Torch Song Trilogy                       | - Jeffrey DeMunn in K2 als Taylor - Edward Herrmann in Plenty als Raymond Brock - Tony Lo Bianco in A View from the Bridge als Eddie                                           |
| Beste Hauptdarstellerin Theaterstück | Jessica Tandy     | Foxfire als Annie Nations                | - Kathy Bates in ’night, Mother als Jessie Cates - Kate Nelligan in Plenty als Susan Traherne - Anne Pitoniak in ’night, Mother als Thelma Cates                               |
| Bester Nebendarsteller Theaterstück  | Matthew Broderick | Brighton Beach Memoirs als Eugene Jerome | - Željko Ivanek in Brighton Beach Memoirs als Stanley Jerome - George N. Martin in Plenty als Leonard Darwin - Stephen Moore in All’s Well That Ends Well als Captain Parolles |
| Beste Nebendarstellerin Theaterstück | Judith Ivey       | Steaming als Josie                       | - Elizabeth Franz in Brighton Beach Memoirs als Kate Jerome - Roxanne Hart in Passion als Kate - Margaret Tyzack in All’s Well That Ends Well als The Countess of Rossillion   |
| Beste Theaterregie                   | Gene Saks         | Brighton Beach Memoirs                   | - Marshall W. Mason – Angels Fall - Tom Moore – ’night, Mother - Trevor Nunn – All’s Well That Ends Well                                                                       |

### Musicals
| Kategorie                       | Preisträger                                                     | Musical                                      | Nominierungen |
| Bestes Musical                  | Andrew Lloyd Webber (Musik), T. S. Eliot und Trevor Nunn (Buch) | Cats                                         | - Blues in the Night - Merlin - My One and Only |
| Bester Hauptdarsteller Musical  | Tommy Tune                                                      | My One and Only als Cpt. Billy Buck Chandler | - Al Green in Your Arm’s Too Short to Box with God als Darsteller - George Hearn in A Doll’s Life als Verschiedene Charaktere - Michael V. Smartt in Porgy and Bess als Porgy |
| Beste Hauptdarstellerin Musical | Natalia Makarova                                                | On Your Toes als Vera Barnova                | - Lonette McKee in Show Boat als Julie LaVerne - Chita Rivera in Merlin als The Queen - Twiggy in My One and Only als Edith Herbert |
| Bester Nebendarsteller Musical  | Charles „Honi“ Coles                                            | My One and Only als Mr. Magix                | - Harry Groener in Cats als Munkustrap - Stephen Hanan in Cats als Verschiedene Charaktere - Lara Teeter in On Your Toes als Junior |
| Beste Nebendarstellerin Musical | Betty Buckley                                                   | Cats als Grizabella                          | - Christine Andreas in On Your Toes als Frankie Frayne - Karla Burns in Show Boat als Queenie - Denny Dillon in My One and Only als Mickey |
| Bestes Musicallibretto          | T.S. Eliot                                                      | Cats                                         | - Betty Comden und Adolph Green – A Doll’s Life - Richard Levinson und William Link – Merlin - Peter Stone und Timothy S. Mayer – My One and Only |
| Beste Originalmusik             | Andrew Lloyd Webber (Musik) und T.S. Eliot (Liedtexte)          | Cats                                         | - A Doll’s Life – Larry Grossman (Musik) sowie Betty Comden und Adolph Green (Liedtexte) - Merlin – Elmer Bernstein (Musik) und Don Black (Liedtexte) - Seven Brides for Seven Brothers – Gene de Paul, Al Kasha und Joel Hirschhorn (Musik) sowie Johnny Mercer, Kasha und Hirschhorn (Liedtexte) |
| Beste Musicalregie              | Trevor Nunn                                                     | Cats                                         | - Michael Kahn – Show Boat - Ivan Reitman – Merlin - Tommy Tune und Thommie Walsh – My One and Only |

### Theaterstücke oder Musicals
| Kategorie            | Preisträger                                         | Theaterstück bzw. Musical | Nominierungen |
| Bestes Bühnenbild    | Ming Cho Lee                                        | K2                        | - John Gunter – All’s Well That Ends Well - David Mitchell – Foxfire - John Napier – Cats                            |
| Beste Choreographie  | Thommie Walsh und Tommy Tune                        | My One and Only           | - George Faison – Porgy and Bess - Gillian Lynne – Cats - Donald Saddler – On Your Toes                              |
| Beste Kostüme        | John Napier                                         | Cats                      | - Lindy Hemming – All’s Well That Ends Well - Rita Ryack – My One and Only - Patricia Zipprodt – Alice in Wonderland |
| Bestes Lichtdesign   | David Hersey                                        | Cats                      | - Ken Billington – Foxfire - Robert & Beverly Bryan – All’s Well That Ends Well - Allen Lee Hughes – K2              |
| Beste Wiederaufnahme | Richard Rodgers (Musik) und Lorenz Hart (Liedtexte) | On Your Toes              | - All’s Well That Ends Well - A View from the Bridge - The Caine Mutiny Court-Martial                                |

### Sonderpreise (ohne Wettbewerb)
| Kategorie              | Preisträger                                              | Grund der Preisverleihung |
| Regional Theatre Award | Oregon Shakespeare Festival Association, Ashland, Oregon |                           |

## Statistik

### Mehrfache Nominierungen
- 11 Nominierungen: Cats
- 9 Nominierungen: My One and Only
- 7 Nominierungen: All’s Well That Ends Well
- 5 Nominierungen: Merlin und On Your Toes
- 4 Nominierungen: Brighton Beach Memoirs, ’night, Mother und Plenty
- 3 Nominierungen: A Doll’s Life, Foxfire, K2 und Show Boat
- 2 Nominierungen: Angels Fall, Porgy and Bess, Torch Song Trilogy und A View from the Bridge

### Mehrfache Gewinne
- 7 Gewinne: Cats
- 3 Gewinne: My One and Only
- 2 Gewinne: Brighton Beach Memoirs, On Your Toes und Torch Song Trilogy